# Il Morandini

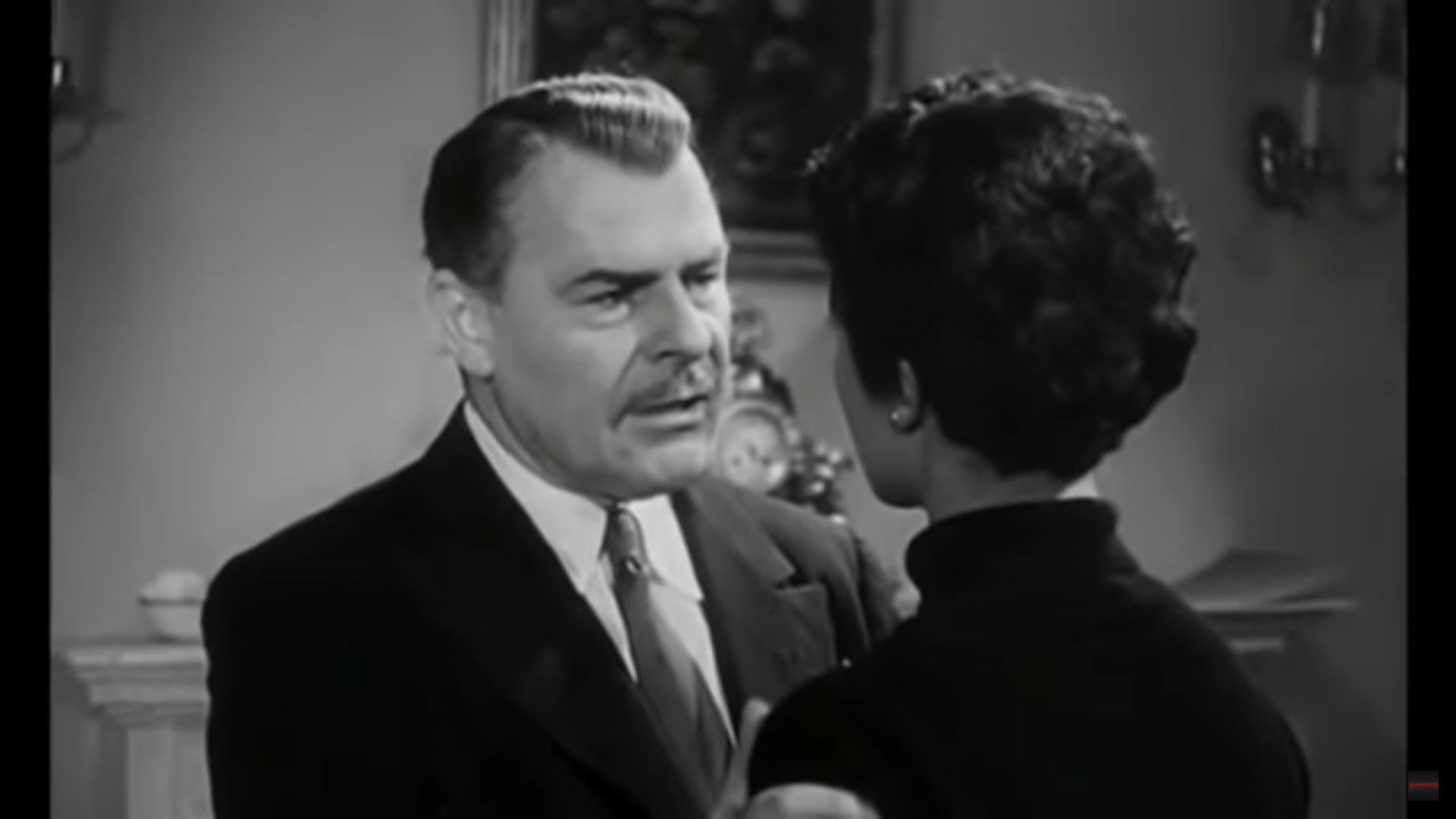

Pour les articles homonymes, voir Morandini.
Il Morandini. Dizionario dei film est un dictionnaire encyclopédique du cinéma créé et écrit par le critique Morando Morandini et publié par les éditions Zanichelli (it).

## Histoire
Morando Morandini a écrit ce dictionnaire encyclopédique du cinéma avec sa femme Laura et sa fille Luisa, également critique de cinéma. Après la mort de sa femme, le dictionnaire a été édité par le père et sa fille. Depuis la mort de Morando en 2015, le dictionnaire est mis à jour par Luisa Morandini et toujours publié par Zanichelli.
Tous les ans, Il Morandini consacre le film de l'année. En 2020, le film de l'année était Le Traître de Marco Bellochio.

## Éditions
Publié pour la première fois en 1998, Il Morandini est mis à jour chaque année avec une nouvelle édition.
Le dictionnaire est disponible depuis 2000 également avec un CD-ROM joint, devenu un DVD dans l'édition de 2012.
Depuis 2014, l'édition comporte également une section consacrée aux séries télévisées.
Dans chaque fiche, il y a une note critique allant de une à cinq étoiles, la note la plus élevée : une habitude prise en travaillant au quotidien La Notte, où Morando Morandini s'occupait de la critique des émissions.

## Source de traduction
- (it) Cet article est partiellement ou en totalité issu de l’article de Wikipédia en italien intitulé « Il Morandini » (voir la liste des auteurs).